# Werkendam
Werkendam este o comună și o localitate în provincia Brabantul de Nord, Țările de Jos.

## Localități componente
Werkendam, Dussen, Hank, Nieuwendijk, Sleeuwijk.